# Романо Баттісті
Романо Баттісті  (італ. Romano Battisti, 21 серпня 1986) — італійський веслувальник, олімпійський медаліст.

## Виступи на Олімпіадах
| Олімпіада   | Дисципліна   | Місце |
| ----------- | ------------ | ----- |
| Лондон 2012 | двійка парна | 2     |

## Зовнішні посилання
- Досьє на sport.references.com

1. ↑  Romano Battisti